# Transport XMPP
Transport Jabbera – bramka (usługa) działająca po stronie serwera umożliwiająca komunikację z innymi protokołami.
Przykłady niektórych transportów:
- Gadu-Gadu
- Tlen.pl
- ICQ
- MSN Messenger
- AIM
- IRC

 Zobacz też 
- XMPP
- Jabber